# Rozabales (Orense)
Rozabales (llamada oficialmente Rozavales) es un lugar situado en la parroquia de Manzaneda, del municipio español de Manzaneda, en la provincia de Orense, Galicia.

## Demografía
| Gráfica de evolución demográfica de Rozabales entre 2000 y 2022 |
|                                                                 |
| Datos según el nomenclátor publicado por el INE.                |